# Lễ hội ở Busan

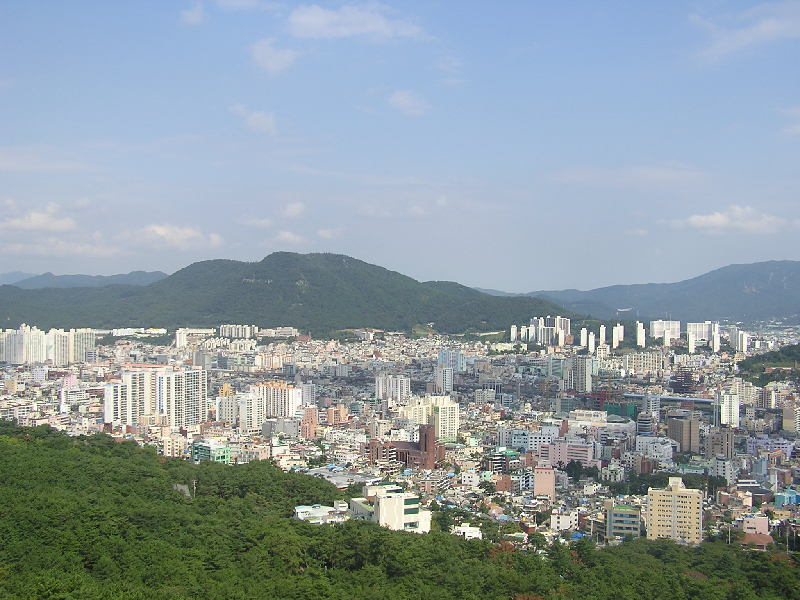
Thành phố Busan

Dưới đây là một số lễ hội đáng chú ý được tổ chức ở Busan:

## Liên hoan phim quốc tế Busan (BIFF)
Busan nổi tiếng với Liên hoan phim quốc tế, đó là một trong những liên hoan phim lớn nhất châu Á.
Sự kiện hàng năm giới thiệu hơn 200 bộ phim đến từ khắp nơi trên thế giới. Với sự thành công của lễ hội, Busan cũng đang trở thành một trong những địa điểm chụp ảnh phổ biến nhất cho các nhà làm phim châu Á.

## Lễ hội Biển Busan
Lễ hội Biển Busan được tổ chức vào đầu tháng 8 trong chín ngày trên bãi biển Haeundae, Gwangalli và Songdo. Đây là lễ hội biển lớn nhất tại Hàn Quốc được hưởng với nhau bởi khách du lịch và người dân địa phương.
Bao gồm trong sự kiện: Pháo hoa đêm khai mạc; biểu diễn nghệ thuật, các buổi hòa nhạc pop, bãi biển nhảy múa, thể thao dưới nước, lướt ván, các cuộc thi bóng chuyền bãi biển, và Liên hoan Hanbada cho người khuyết tật.

## Lễ hội hoa anh đào
Lễ hội Hoa Anh Đào được tổ chức trong tháng Tư tại Bãi biển Gwangalli. Du khách có thể thưởng thức trò chơi truyền thống của Hàn Quốc như bắn cung và Sirum (tương tự như đấu vật Sumo của Nhật Bản), và các cuộc thi khác như ca hát và vẽ của trẻ em.
Triển lãm bao gồm các món ăn Hàn Quốc truyền thống, các sản phẩm nông nghiệp và đặc biệt của Hàn Quốc, và tất nhiên là có dịp thỏa thích ngắm hoa anh đào.
Toàn bộ thành phố và đất nước lộng lẫy với sắc hoa anh đào từ cuối tháng Ba đến tháng Tư.

Phim trong liên hoan phim Quốc tế Busan

## Lễ hội Dalmaji
Lễ hội Dalmaji với số người tham dự khoảng 200.000 đến 300.000 đến để quan sát mặt trăng vào ngày trăng tròn đầu tiên của mỗi năm (thường là khoảng 15 tháng Giêng). Họ tụ tập và cầu nguyện cho điều họ mong muốn, xem trăng tròn trên bãi biển Haeundae.
Lễ hội bao gồm nhiều trò chơi bao gồm thả diều, âm nhạc của những người nông dân, khiêu vũ mặt nạ truyền thống và phong tục khác.
"Feeding the Dragon King" là buổi lễ diễn ra trên bãi biển Haeundae, nơi mọi người đóng góp bánh gạo đặc biệt chuẩn bị và trái cây dâng cúng cho biển, giữ nến trong tay, và cầu nguyện cho hòa bình và hạnh phúc kéo dài.
Một bữa tiệc lớn Full Moon House sẽ được tổ chức trên bãi biển vào ngày này.

## Lễ hội chợ cá Jagalchi
Lễ hội chợ cá Jagalchi kéo dài vài ngày vào đầu tháng 10 nhấn mạnh ngành công nghiệp hải sản tươi sống địa phương. Sau lễ khai mạc, trong đó bao gồm một cuộc diễu hành của người lao động ăn mặc như cá và động vật biển khác, du khách có thể thưởng thức ăn hải sản tươi sống và uống rượu soju, cũng như tham gia một số các sự kiện như ra mắt buổi lễ, triển lãm cá nhảy, và pháo hoa. 
Bạn còn có cơ hội miễn phí cá sống. Tham gia tham gia trong cuộc đua nấu ăn cho người nước ngoài, và cuộc thi cho các Ajuma (phụ nữ kết hôn).

## Lễ hội Rock & Roll
Lễ hội Quốc tế Rock & Roll Busan tổ chức vô số các ban nhạc rock trong nước và quốc tế. Nó cho phép các bạn trẻ trên thế giới để hiểu nhau hơn và thúc đẩy sự hòa hợp giữa chúng thông qua ngôn ngữ âm nhạc quốc tế. Ngôi sao nhạc rock nổi tiếng cùng với các ca sĩ nghiệp dư thực hiện âm nhạc của họ với sự sụt giảm trở lại của biển mùa hè trong tháng bảy và tháng tám hàng năm.